# IIHF Continental Cup 2024/25
Der IIHF Continental Cup 2024/25 war die 27. Austragung des von der Internationalen Eishockey-Föderation IIHF ausgetragenen Wettbewerbs. Das Turnier begann am 20. September 2024 und endete mit dem Superfinale vom 16. bis 19. Januar 2025. Insgesamt nahmen 20 Mannschaften aus ebenso vielen europäischen Ländern in insgesamt sieben Turnieren teil.

## Modus
- Kein Teilnehmer ist automatisch für das Finalturnier qualifiziert, d. h. alle Mannschaften müssen sich über Qualifikationsturniere der verschiedenen Runden für das Super-Finale qualifizieren
- Mannschaften aus den Ländern der Gründungsligen der CHL (Schweden, Finnland, Tschechien, Schweiz, Deutschland, Österreich) dürfen nicht am Continental Cup teilnehmen

## Turnierübersicht und Teilnehmer
| Runde        | Datum                                   | Gruppe   | Austragungsort    | Teilnehmer                                                                    | Zuschauer | Zuschauer |
| Runde        | Datum                                   | Gruppe   | Austragungsort    | Teilnehmer                                                                    | Gesamt    | Schnitt   |
| ------------ | --------------------------------------- | -------- | ----------------- | ----------------------------------------------------------------------------- | --------- | --------- |
| Erste Runde  | 20. September 2024 – 22. September 2024 | Gruppe A | Sofia, Bulgarien  | Irbis-Skate Sofia KHK Roter Stern Belgrad KHL Sisak Bulldogs de Liège         | 796       | 132       |
| Erste Runde  | 20. September 2024 – 22. September 2024 | Gruppe B | Narva, Estland    | Narva PSK CH Jaca SC Energija Skautafelag Reykjavikur                         | 3.372     | 562       |
| Zweite Runde | 18. Oktober 2024 – 20. Oktober 2024     | Gruppe C | Ritten, Italien   | Ritten Sport HK Jesenice HK Sokil Kiew KHL Sisak                              | 2.766     | 461       |
| Zweite Runde | 18. Oktober 2024 – 20. Oktober 2024     | Gruppe D | Brasov, Rumänien  | CSM Corona Brașov HK Mogo Ferencvárosi TC Budapest SC Energija                | 4.007     | 668       |
| Dritte Runde | 15. November 2024 – 17. November 2024   | Gruppe E | Žilina, Slowakei  | Vlci Žilina Cardiff Devils HK Arlan Kökschetau Ritten Sport                   | 5.953     | 992       |
| Dritte Runde | 15. November 2024 – 17. November 2024   | Gruppe F | Aalborg, Dänemark | Aalborg Pirates Brûleurs de Loups de Grenoble GKS Katowice CSM Corona Brașov  | 8.204     | 1.367     |
| Finale       | 16. Januar 2025 – 19. Januar 2025       | Finale   | Cardiff, Wales    | HK Arlan Kökschetau GKS Katowice Cardiff Devils Brûleurs de Loups de Grenoble | 8.749     | 2.916     |

## Erste Runde

### Gruppe A
Die Spiele der Gruppe A fanden vom 20. bis 22. September 2024 im bulgarischen Sofia statt. Gespielt wurde im Wintersportpalast Sofia. Der Sieger der Gruppe A qualifiziert sich für die zweite Runde. Dort trifft er in der Gruppe C auf bereits für die zweite Runde gesetzte Mannschaften.
| 20. September 2024 15:30 Uhr (Ortszeit) | KHK Roter Stern Belgrad | 1:2 (0:0, 1:0, 1:2) Spielbericht | Bulldogs de Liège | Wintersportpalast, Sofia Zuschauer: 50 |

| 20. September 2024 19:00 Uhr | KHL Sisak | 15:1 (4:0, 7:0, 4:1) Spielbericht | Irbis-Skate Sofia | Wintersportpalast, Sofia Zuschauer: 250 |

| 21. September 2024 15:30 Uhr | Irbis-Skate Sofia | 1:6 (0:4, 1:1, 0:1) Spielbericht | KHK Roter Stern Belgrad | Wintersportpalast, Sofia Zuschauer: 100 |

| 21. September 2024 19:00 Uhr | KHL Sisak | 6:1 (3:0, 2:1, 1:0) Spielbericht | Bulldogs de Liège | Wintersportpalast, Sofia Zuschauer: 80 |

| 22. September 2024 15:30 Uhr | KHL Sisak | 7:1 (1:0, 2:0, 4:1) Spielbericht | KHK Roter Stern Belgrad | Wintersportpalast, Sofia Zuschauer: 66 |

| 22. September 2024 19:00 Uhr | Bulldogs de Liège | 19:2 (7:0, 6:1, 6:1) Spielbericht | Irbis-Skate Sofia | Wintersportpalast, Sofia Zuschauer: 250 |

| Pl. |                         | Sp | S | OTS | OTN | N | Tore  | Punkte |
| 1.  | KHL Sisak               | 3  | 3 | 0   | 0   | 0 | 28:30 | 9      |
| 2.  | Bulldogs de Liège       | 3  | 2 | 0   | 0   | 1 | 22:90 | 6      |
| 3.  | KHK Roter Stern Belgrad | 3  | 1 | 0   | 0   | 2 | 08:10 | 3      |
| 4.  | Irbis-Skate Sofia       | 3  | 0 | 0   | 0   | 3 | 04:40 | 0      |

Abkürzungen: Pl. = Platz, Sp = Spiele, S = Siege, OTS = Siege nach Verlängerung (Overtime) oder Penaltyschießen, OTN = Niederlagen nach Verlängerung oder Penaltyschießen, N = Niederlagen

Erläuterungen: Qualifikation für die zweite Runde

### Gruppe B
Die Spiele der Gruppe B fanden vom 20. bis 22. September 2024 im estnischen Narva statt. Gespielt wurde in der Narva Jäähall. Der Sieger der Gruppe B qualifiziert sich für die zweite Runde. Dort trifft er in der Gruppe D auf bereits für die zweite Runde gesetzte Mannschaften.
| 20. September 2024 15:00 Uhr (Ortszeit) | SC Energija | 5:0 (2:0, 1:0, 2:0) Spielbericht | Skautafelag Reykjavikur | Narva Jäähall, Narva Zuschauer: 104 |

| 20. September 2024 19:00 Uhr | Narva PSK | 1:5 (0:2, 0:1, 1:2) Spielbericht | CH Jaca | Narva Jäähall, Narva Zuschauer: 893 |

| 21. September 2024 13:00 Uhr | CH Jaca | 1:6 (0:2, 0:0, 1:4) Spielbericht | SC Energija | Narva Jäähall, Narva Zuschauer: 145 |

| 21. September 2024 17:00 Uhr | Narva PSK | 8:4 (1:0, 3:1, 4:3) Spielbericht | Skautafelag Reykjavikur | Narva Jäähall, Narva Zuschauer: 991 |

| 22. September 2024 13:00 Uhr | Skautafelag Reykjavikur | 6:5 n. V. (3:2, 1:2, 1:1, 1:0) Spielbericht | CH Jaca | Narva Jäähall, Narva Zuschauer: 83 |

| 22. September 2024 17:00 Uhr | SC Energija | 6:3 (0:1, 3:0, 3:2) Spielbericht | Narva PSK | Narva Jäähall, Narva Zuschauer: 1156 |

| Pl. |                         | Sp | S | OTS | OTN | N | Tore  | Punkte |
| 1.  | SC Energija             | 3  | 3 | 0   | 0   | 0 | 17:40 | 9      |
| 2.  | CH Jaca                 | 3  | 1 | 0   | 1   | 1 | 11:13 | 4      |
| 3.  | Narva PSK               | 3  | 1 | 0   | 0   | 2 | 12:15 | 3      |
| 4.  | Skautafelag Reykjavikur | 3  | 0 | 1   | 0   | 2 | 10:18 | 2      |

Abkürzungen: Pl. = Platz, Sp = Spiele, S = Siege, OTS = Siege nach Verlängerung (Overtime) oder Penaltyschießen, OTN = Niederlagen nach Verlängerung oder Penaltyschießen, N = Niederlagen

Erläuterungen: Qualifikation für die zweite Runde

## Zweite Runde
Die zweite Runde des Continental Cups wurden vom 18. bis 20. Oktober 2024 in zwei Gruppen ausgespielt. Die Spielorte waren die Ritten Arena im italienischen Ritten sowie der Olympia Arena im rumänischen Brasov.
Die Erstplatzierten der beiden Gruppen erreichen die dritte Runde und trafen dort auf die für die dritte Runde gesetzten Mannschaften.

### Gruppe C
| 18. Oktober 2024 16:00 Uhr (Ortszeit) | HK Jesenice | 3:1 (0:0, 1:1, 2:0) Spielbericht | KHL Sisak | Ritten Arena, Ritten Zuschauer: 162 |

| 18. Oktober 2024 20:00 Uhr | Ritten Sport | 5:4 (1:1, 3:1, 1:2) Spielbericht | HK Sokil Kiew | Ritten Arena, Ritten Zuschauer: 621 |

| 19. Oktober 2024 16:00 Uhr | HK Jesenice | 5:2 (2:1, 3:1, 0:0) Spielbericht | HK Sokil Kiew | Ritten Arena, Ritten Zuschauer: 176 |

| 19. Oktober 2024 20:00 Uhr | KHL Sisak | 2:10 (1:5, 0:2, 1:3) Spielbericht | Ritten Sport | Ritten Arena, Ritten Zuschauer: 893 |

| 20. Oktober 2024 16:00 Uhr | HK Sokil Kiew | 2:4 (1:2, 0:1, 1:1) Spielbericht | KHL Sisak | Ritten Arena, Ritten Zuschauer: 176 |

| 20. Oktober 2024 20:00 Uhr | Ritten Sport | 5:3 (1:1, 2:2, 2:0) Spielbericht | HK Jesenice | Ritten Arena, Ritten Zuschauer: 738 |

| Pl. |               | Sp | S | OTS | OTN | N | Tore  | Punkte |
| 1.  | Ritten Sport  | 3  | 3 | 0   | 0   | 0 | 20:90 | 9      |
| 2.  | HK Jesenice   | 3  | 2 | 0   | 0   | 1 | 11:80 | 6      |
| 3.  | KHL Sisak     | 3  | 1 | 0   | 0   | 2 | 07:15 | 3      |
| 4.  | HK Sokil Kiew | 3  | 0 | 0   | 0   | 3 | 08:14 | 0      |

Abkürzungen: Pl. = Platz, Sp = Spiele, S = Siege, OTS = Siege nach Verlängerung (Overtime) oder Penaltyschießen, OTN = Niederlagen nach Verlängerung oder Penaltyschießen, N = Niederlagen

Erläuterungen: Qualifikation für die dritte Runde

### Gruppe D
| 18. Oktober 2024 14:30 Uhr (Ortszeit) | Ferencvárosi TC Budapest | 6:0 (5:0, 1:0, 0:0) Spielbericht | SC Energija | Olympia Arena, Brasov Zuschauer: 154 |

| 18. Oktober 2024 18:30 Uhr | HK Mogo Riga | 3:4 n. V. (2:0, 1:3, 0:0, 0:1) Spielbericht | CSM Corona Brașov | Olympia Arena, Brasov Zuschauer: 1.157 |

| 19. Oktober 2024 14:30 Uhr | SC Energija | 5:6 (0:2, 3:3, 2:1) Spielbericht | HK Mogo Riga | Olympia Arena, Brasov Zuschauer: 167 |

| 19. Oktober 2024 18:30 Uhr | Ferencvárosi TC Budapest | 4:5 (1:0, 2:2, 1:2, 0:1) Spielbericht | CSM Corona Brașov | Olympia Arena, Brasov Zuschauer: 1.238 |

| 20. Oktober 2024 14:30 Uhr | HK Mogo Riga | 5:2 (3:0, 2:1, 0:1) Spielbericht | Ferencvárosi TC Budapest | Olympia Arena, Brasov Zuschauer: 147 |

| 20. Oktober 2024 18:30 Uhr | CSM Corona Brașov | 6:3 (1:0, 2:1, 3:2) Spielbericht | SC Energija | Olympia Arena, Brasov Zuschauer: 1.144 |

| Pl. |                          | Sp | S | OTS | OTN | N | Tore  | Punkte |
| 1.  | CSM Corona Brașov        | 3  | 1 | 2   | 0   | 0 | 15:10 | 7      |
| 2.  | HK Mogo                  | 3  | 2 | 0   | 1   | 0 | 14:11 | 7      |
| 3.  | Ferencvárosi TC Budapest | 3  | 1 | 0   | 1   | 1 | 12:10 | 4      |
| 4.  | SC Energija              | 3  | 0 | 0   | 0   | 3 | 08:18 | 0      |

Abkürzungen: Pl. = Platz, Sp = Spiele, S = Siege, OTS = Siege nach Verlängerung (Overtime) oder Penaltyschießen, OTN = Niederlagen nach Verlängerung oder Penaltyschießen, N = Niederlagen

Erläuterungen: Qualifikation für die dritte Runde

## Dritte Runde
Die dritte Runde des Continental Cups wurde vom 15. bis 17. November 2024 in zwei Gruppen ausgespielt. Die Spielorte waren die Nike Arena im slowakischen Žilina sowie die Bentax Isarena im dänischen Aalborg.
Die jeweils zwei Erstplatzierten der beiden Gruppen erreichten die Finalrunde.

### Gruppe E
| 15. November 2024 14:00 Uhr (Ortszeit) | Cardiff Devils | 5:1 (2:0, 2:1, 1:0) Spielbericht | Ritten Sport | Nike Arena, Žilina Zuschauer: 220 |

| 15. November 2024 18:00 Uhr | HK Arlan Kökschetau | 3:4 n. V. (1:2, 1:1, 1:0, 0:1) Spielbericht | Vlci Žilina | Nike Arena, Žilina Zuschauer: 1.846 |

| 16. November 2024 13:00 Uhr | Ritten Sport | 1:2 (0:0, 1:1, 0:1) Spielbericht | HK Arlan Kökschetau | Nike Arena, Žilina Zuschauer: 148 |

| 16. November 2024 17:00 Uhr | Cardiff Devils | 4:1 (1:0, 1:1, 2:0) Spielbericht | Vlci Žilina | Nike Arena, Žilina Zuschauer: 2.015 |

| 17. November 2024 14:00 Uhr | HK Arlan Kökschetau | 6:3 (1:1, 2:2, 3:0) Spielbericht | Cardiff Devils | Nike Arena, Žilina Zuschauer: 231 |

| 17. November 2024 18:00 Uhr | Vlci Žilina | 5:0 (1:0, 3:0, 1:0) Spielbericht | Ritten Sport | Nike Arena, Žilina Zuschauer: 1.493 |

| Pl. |                     | Sp | S | OTS | OTN | N | Tore   | Punkte |
| 1.  | HK Arlan Kökschetau | 3  | 2 | 0   | 1   | 1 | 11:80  | 7      |
| 2.  | Cardiff Devils      | 3  | 2 | 0   | 0   | 1 | 12:80  | 6      |
| 3.  | Vlci Žilina         | 3  | 1 | 1   | 0   | 1 | 010:70 | 5      |
| 4.  | Ritten Sport        | 3  | 0 | 0   | 0   | 3 | 02:12  | 0      |

Abkürzungen: Pl. = Platz, Sp = Spiele, S = Siege, OTS = Siege nach Verlängerung (Overtime) oder Penaltyschießen, OTN = Niederlagen nach Verlängerung oder Penaltyschießen, N = Niederlagen

Erläuterungen: Qualifikation für das Super Final

### Gruppe F
| 15. November 2024 15:00 Uhr (Ortszeit) | GKS Katowice | 9:2 (2:1, 3:1, 4:0) Spielbericht | CSM Corona Brașov | Bentax Isarena, Aalborg Zuschauer: 475 |

| 15. November 2024 19:00 Uhr | Aalborg Pirates | 5:3 (0:2, 3:0, 2:1) Spielbericht | Brûleurs de Loups de Grenoble | Bentax Isarena, Aalborg Zuschauer: 2.187 |

| 16. November 2024 14:00 Uhr | GKS Katowice | 2:4 (2:1, 0:1, 0:2) Spielbericht | Brûleurs de Loups de Grenoble | Bentax Isarena, Aalborg Zuschauer: 656 |

| 16. November 2024 18:00 Uhr | CSM Corona Brașov | 2:3 (1:1, 0:1, 1:1) Spielbericht | Aalborg Pirates | Bentax Isarena, Aalborg Zuschauer: 2.169 |

| 17. November 2024 14:00 Uhr | Brûleurs de Loups de Grenoble | 11:1 (5:0, 3:1, 3:0) Spielbericht | CSM Corona Brașov | Bentax Isarena, Aalborg Zuschauer: 352 |

| 17. November 2024 18:00 Uhr | Aalborg Pirates | 1:4 (1:2, 0:0, 0:2) Spielbericht | GKS Katowice | Bentax Isarena, Aalborg Zuschauer: 2.365 |

| Pl. |                               | Sp | S | OTS | OTN | N | Tore  | Punkte |
| 1.  | GKS Katowice                  | 3  | 2 | 0   | 0   | 0 | 15:70 | 6      |
| 2.  | Brûleurs de Loups de Grenoble | 3  | 2 | 0   | 0   | 1 | 18:80 | 6      |
| 3.  | Aalborg Pirates               | 3  | 2 | 0   | 0   | 1 | 09:90 | 6      |
| 4.  | CSM Corona Brașov             | 3  | 0 | 0   | 0   | 3 | 05:23 | 0      |

Abkürzungen: Pl. = Platz, Sp = Spiele, S = Siege, OTS = Siege nach Verlängerung (Overtime) oder Penaltyschießen, OTN = Niederlagen nach Verlängerung oder Penaltyschießen, N = Niederlagen

Erläuterungen: Qualifikation für das Super Final

## Super Final
Das Finale der besten vier Mannschaften fand vom 16. bis 19. Januar 2025 im walisischen Cardiff statt. Der Austragungsort war die Vindico Arena. Das Turnier wurde nur mit 3 Mannschaften durchgeführt, da der ebenfalls qualifizierte kasachische HK Arlan Kökschetau aus Termin- und Reisegründen nicht antreten konnte.

### Gruppe G
| 16. Januar 2025 19:30 Uhr | GKS Katowice | 3:6 (0:0, 1:5, 2:1) Spielbericht | Cardiff Devils | Vindico Arena, Cardiff Zuschauer: 2.874 |

| 18. Januar 2025 18:00 Uhr | Brûleurs de Loups de Grenoble | 3:2 (1:0, 0:2, 1:0, 0:0, 1:0) Spielbericht | GKS Katowice | Vindico Arena, Cardiff Zuschauer: 2.765 |

| 19. Januar 2025 19:00 Uhr | Cardiff Devils | 6:1 (1:1, 4:0, 1:0) Spielbericht | Brûleurs de Loups de Grenoble | Vindico Arena, Cardiff Zuschauer: 3.110 |

| Pl. |                               | Sp | S | OTS | OTN | N | Tore  | Punkte |
| 1.  | Cardiff Devils                | 2  | 2 | 0   | 0   | 0 | 12:40 | 6      |
| 2.  | Brûleurs de Loups de Grenoble | 2  | 0 | 1   | 0   | 1 | 04:8v | 2      |
| 3.  | GKS Katowice                  | 2  | 0 | 0   | 1   | 1 | 05:90 | 1      |

Abkürzungen: Pl. = Platz, Sp = Spiele, S = Siege, OTS = Siege nach Verlängerung (Overtime) oder Penaltyschießen, OTN = Niederlagen nach Verlängerung oder Penaltyschießen, N = Niederlagen

### Beste Torhüter
Die beste Fangquote unter den Torhütern wies Matija Pintaric auf, der 91,67 Prozent der Schüsse auf sein Tor parierte.
Abkürzungen: Sp = Spiele, Min = Eiszeit (in Minuten), GT = Gegentore, SO = Shutouts, Sv% = gehaltene Schüsse (in %), GTS = Gegentorschnitt; Fett: Turnierbestwert
| Spieler         | Mannschaft                    | Sp | Min    | SaT | GT | GTS  | SVS | Sv%   | SO |
| --------------- | ----------------------------- | -- | ------ | --- | -- | ---- | --- | ----- | -- |
| Matija Pintarič | Brûleurs de Loups de Grenoble | 2  | 122:28 | 84  | 7  | 3,43 | 77  | 91,67 | 0  |
| Mac Carruth     | Cardiff                       | 2  | 120:00 | 46  | 4  | 2,00 | 42  | 91,13 | 0  |
| John Murray     | Katowice                      | 2  | 125:00 | 75  | 8  | 3,84 | 67  | 89,33 | 0  |

### IIHF-Continental-Cup-Sieger
| IIHF-Continental-Cup-Sieger Cardiff Devils | Torhüter: Mac Carruth, Taz Burman, Ben Bowns Verteidiger: Andrew MacWilliam, Mark Richardson, Gleason Fournier, Evan Mosey, Josh Batch, Cody Donaghey, Jarrod Gourley Stürmer: Brett Perlini, Tyler Busch, Brad Schoonbaert, Sam Duggan, Kohen Olischefski, Reid Duke, Bayley Harewood, Ryan Barrow, Zach O'Brien, Joey Martin, Josh MacDonald, Cole Sanford Cheftrainer: Pete Russell Assistenztrainer: Matthew Myers |